# Echinopsis
Echinopsis és un gran gènere de Cactus originaris d'Amèrica del Sud. Una espècie de mida petita E. chamaecereus, es coneix amb el nom de cactus cacuet. Les 128 espècies van des de les que tenen un aspecte com d'arbre a les dels petits cactus globosos. El nom deriva del grec echinos o eriçó de mar i opsis "aparença" que fa referència a la coberta densa d'espines que presenten aquestes plantes.
Echinopsis es distingeix del gènere Echinocactus per la llargada del seu tub floral, del gènere Cereus per la forma i mida de les tiges i d'ambdós per la posició sobre la tija que ocupen les flors. Són notables per la seva gran mida, llargada del tub i bellesa de les flors.

## Distribució
Les espècies d'Echinopsis són natives d'Amèrica del Sud (Argentina, Xile, Bolívia, el Perú, Brasil, l'Equador, el Paraguai i Uruguai). Només creixen en sòla sorrencs o de grava, o en terrenys rocosos de muntanya.

## Cultiu
Les estacions de creixement i de repòs per a Echinopsis són les mateixes que per a Echinocactus. L'espècie de Xile Echinopsis cristata i les mexicanes relacionades amb ells creixen en testos amb terra franca i uns pocs nòduls calcaris que ajuden a esponjar el sòl el qual ha d'estar ben drenat. A l'hivern han de rebre poca aigua i la humitat relativa ha de ser força seca. A la primavera les plantes han de rebre molta llum.

## Propietats psicoactives

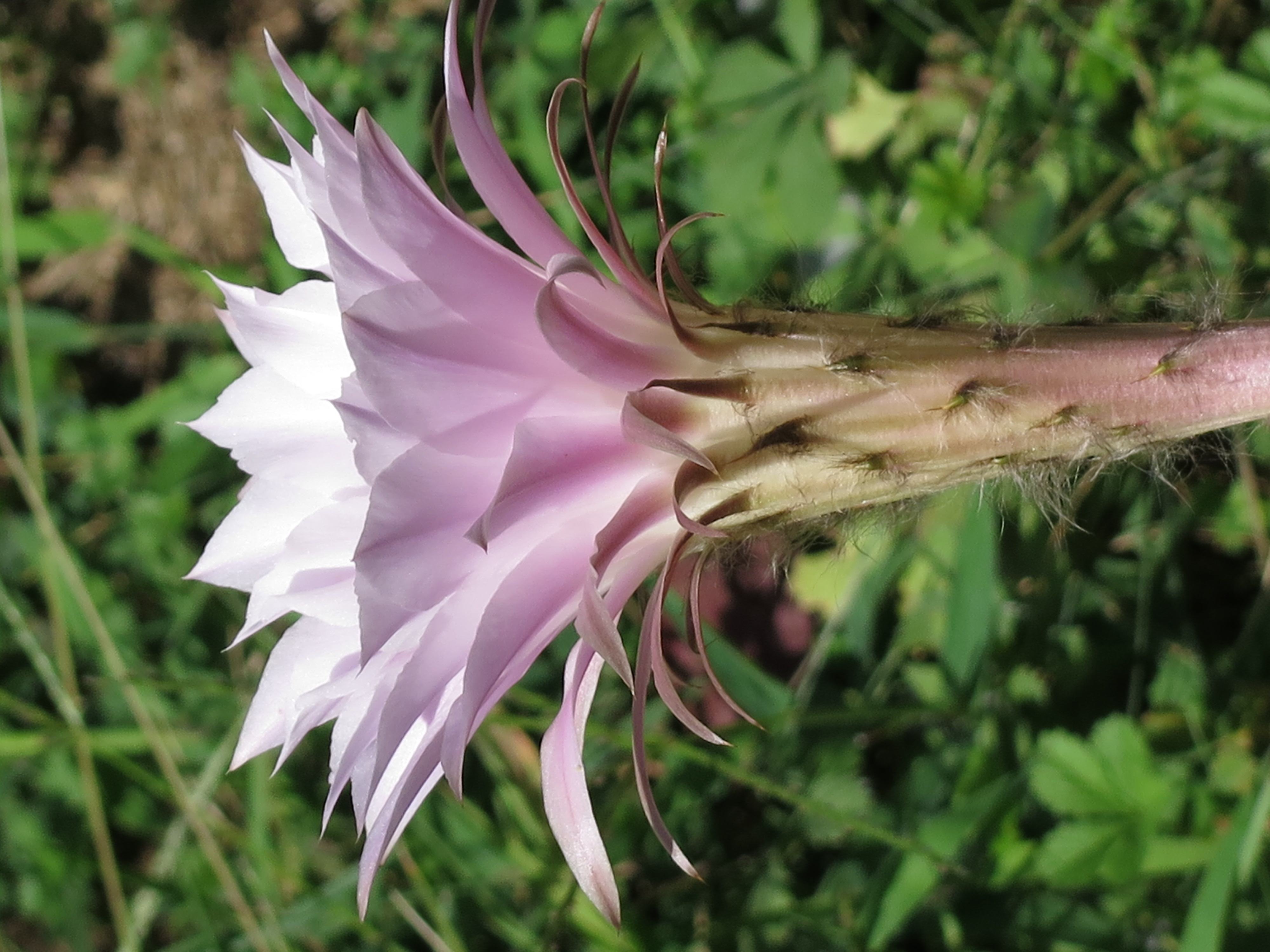
Flor rosa

Diverses espècies del gènere Echinopsis tenen l'alcaloide psicodèlic mescalina i tenen una gran tradició com a droga recreativa o com medicinals. Una espècie d'Echinopsis desconeguda (probablement E. pachanoi o E. bridgesii) de vegades és anomenada "El Cactus dels Quatre vents" i es diu que té efectes psicodèlics. Aquest cactus té quatre costelles i d'això li ve el nom.

## Canvis taxonòmics
Estudis de les dècades de 1970 i 1980 van donar com a resultat que diversos gèneres abans separats s'absorbissin dins els gènere Echinopsis:
- Acantholobivia Backeb.
- Acanthopetalus Y.Itô
- Andenea Fric (nom. inval.)
- Aureilobivia Fric (nom. inval.)
- Chamaecereus Britton i Rose
- Chamaelobivia Y.Itô (nom. inval.)
- Cinnabarinea Fric ex F.Ritter
- Echinolobivia Y.Itô (nom. inval.)
- Echinonyctanthus Lem.
- Furiolobivia Y.Itô (nom. inval.)
- Helianthocereus Backeb
- Heterolobivia Y.Itô (nom. inval.)
- Hymenorebulobivia Fric (nom. inval.)
- Hymenorebutia Fric ex Buining
- Leucostele Backeb.
- Lobirebutia Fric (nom. inval.)
- Lobivia Britton i Rose
- Lobiviopsis Fric (nom. inval.)
- Megalobivia Y.Itô (nom. inval.)
- Mesechinopsis Y.Itô
- Neolobivia Y.Itô
- Pilopsis Y.Itô (nom. inval.)
- Pseudolobivia (Backeb.) Backeb.
- Rebulobivia Fric (nom. inval.)
- Salpingolobivia Y.Itô
- Scoparebutia Fric i Kreuz. ex Buining
- Setiechinopsis (Backeb.) de Haas
- Soehrensia Backeb.
- Trichocereus (A.Berger) Riccob.

Alguns han proposat també fusionar-hi el gènere Rebutia.
En el comerç se segueixen utilitzant com Echinopsis també els noms de Lobivia, Setiechinopsis i Trichocereus

## Taxonomia
Nota: algunes de les espècies llistades poden ser sinònims, subespècies, varietats o d'altres.
| - Echinopsis adolfofriedrichii G. Moser - Echinopsis amoenissima Werdermann - Echinopsis ancistrophora Spegazzini - Echinopsis angelesii (R. Kiesling) G. D. Rowley - Echinopsis antezanae (Cárdenas) H. Friedrich & G. D. Rowley - Echinopsis apiculata Linke - Echinopsis arboricola (Kimnach) R. Mottram - Echinopsis arebaloi Cárdenas - Echinopsis atacamensis (Philippi) H. Friedrich & G.D. Rowley - Echinopsis aurata Salm-Dyck - Echinopsis aurea Britton & Rose - Echinopsis backebergia Werdermann - Echinopsis baldiana Spegazzini - Echinopsis berlingii Y. Ito - Echinopsis bertramiana (Backeberg) H. Friedrich & G. D. Rowley - Echinopsis bolligeriana Mächler & Helmut Walter - Echinopsis bonnieae (Halda, Hogan & Janeba) Halda & Malina - Echinopsis boyuibensis F. Ritter - Echinopsis brasilensis A. V. Frič - Echinopsis bridgesii Salm-Dyck (no s'ha de confondre amb E. lageniformis, la qual també es coneix com a Trichocereus bridgesii) - Echinopsis bruchii (Britton & Rose) H. Friedrich & Glaetzle - Echinopsis cabrerae (R. Kiesling) G. D. Rowley - Echinopsis caineana (Cárdenas) D. R. Hunt - Echinopsis cajasensis F. Ritter - Echinopsis calliantholilacina Cárdenas - Echinopsis callichroma Cárdenas - Echinopsis calochlora K. Schumann - Echinopsis camarguensis (Cárdenas) H. Friedrich & G. D. Rowley - Echinopsis campylacantha Pfeiffer & Otto - Echinopsis candicans (Salm-Dyck) F. A. C. Weber - Echinopsis cardenasiana (Rausch) H. Friedrich - Echinopsis caulescens (F. Ritter) M. Lowry - Echinopsis cephalomacrostibas (Werdermann & Backeberg) H. Friedrich & G. D. Rowley - Echinopsis cerdana Cárdenas - Echinopsis chalaensis (Rauh & Backeberg) H. Friedrich & G. D. Rowley - Echinopsis chamaecereus H. Friedrich & W. Glaetzle - Echinopsis chereauniana Schlumb. - Echinopsis chiloensis (Colla) H. Friedrich & G. D. Rowley - Echinopsis chrysantha Werdermann - Echinopsis chrysochete Werdermann - Echinopsis cinnabarina (Hooker) Labouret - Echinopsis clavata (F. Ritter) D. R. Hunt - Echinopsis cochabambensis Backeberg - Echinopsis colmariensis Hort. - Echinopsis comarapana Cárdenas - Echinopsis conaconensis (Cárdenas) H. Friedrich & G. D. Rowley - Echinopsis coquimbana (Molina) H. Friedrich & G. D. Rowley - Echinopsis coronata Cárdenas - Echinopsis cotacajesii Cárdenas - Echinopsis crassicaulis (R. Kiesling) H. Friedrich & Glaetzle - Echinopsis cristata Salm-Dyck - Echinopsis cuzcoensis (Britton & Rose) H. Friedrich & G. D. Rowley - Echinopsis cylindracea (Backeberg) Friedrich - Echinopsis decaisniana Walp. - Echinopsis densispina Werdermann - Echinopsis derenbergii A. V. Frič - Echinopsis deserticola (Werdermann) H. Friedrich & G. D. Rowley - Echinopsis escayachensis (Cárdenas) H. Friedrich & G. D. Rowley - Echinopsis eyriesii Pfeiffer & Otto - Echinopsis fabrisii (R.Kiesling) G. D. Rowley - Echinopsis famatimensis (Spegazzini) Werdermann - Echinopsis ferox (Britton & Rose) Backeberg - Echinopsis formosa (Pfeiffer) Jacobi - Echinopsis friedrichii G. D. Rowley - Echinopsis gibbosa Pfeiffer - Echinopsis gigantea Rud. Meyer - Echinopsis gladispina Y. Ito - Echinopsis glauca (F. Ritter) H. Friedrich & G. D. Rowley - Echinopsis glaucina H. Friedrich & G. D. Rowley - Echinopsis haematantha (Spegazzini) J. G. Lamb. - Echinopsis hahniana (Backeberg) R. S. Wallace - Echinopsis hamatispina Werdermann - Echinopsis hammerschmidii Cárdenas - Echinopsis hertrichiana (Backeberg) D. R. Hunt - Echinopsis hossei Werdermann - Echinopsis huascha (F. A. C. Weber) H. Friedrich & G. D. Rowley - Echinopsis huotti Labour. - Echinopsis hystrichoides F. Ritter - Echinopsis ibicuatensis Cárdenas - Echinopsis imperialis Hort. - Echinopsis jajoiana Hort. - Echinopsis jamessianus Hort. - Echinopsis kladiwaiana Rausch - Echinopsis klingleriana Cárdenas - Echinopsis knotti Schlumberger - Echinopsis knuthiana (Backeberg) H. Friedrich & G. D. Rowley - Echinopsis korethroides Werdermann - Echinopsis lageniformis (Forst.) H. Friedrich & G. D. Rowley (formerly Trichocereus bridgesii) - Echinopsis lamprochlora F. A. C. Weber - Echinopsis lateritia Gürke - Echinopsis leucantha Walpers | - Echinopsis litoralis (Johow) H. Friedrich & G. D. Rowley (syn.: E.chiloensis (Colla) subsp. litoralis (Johow)Lowry) - Echinopsis lorethroides Werdermann - Echinopsis macrodiscus Frič - Echinopsis macrogona (S.D.) H. Friedrich & G. D. Rowley - Echinopsis mamillosa Gürke - Echinopsis marsoneri Werdermann - Echinopsis mataranensis Cárdenas - Echinopsis maximiliana Heyder - Echinopsis melanacantha A. Dietr. - Echinopsis meyeri Heese - Echinopsis mieckleyi Rud. Meyer - Echinopsis mihanovichii Frič & Gurcke - Echinopsis minuana Spegazzini - Echinopsis mirabilis Spegazzini - Echinopsis misleyi J. Labouret - Echinopsis molesta Spegazzini - Echinopsis nigra Backeberg - Echinopsis nigrispina Walp. - Echinopsis nodosa Linke - Echinopsis obrepanda (Salm-Dyck) K. Schum. - Echinopsis octacantha Muehlenpf. - Echinopsis oxygona Pfeiff. & Otto - Echinopsis pachanoi (Britton & Rose) H. Friedrich & G. D. Rowley - Echinopsis pampana (Britton & Rose) D. R. Hunt - Echinopsis pectinata Fennel - Echinopsis pelecygona Y. Ito - Echinopsis pentlandii (W. J. Hooker) Salm-Dyck ex A. Dietrich - Echinopsis peruviana (Britton & Rose) H. Friedrich & G. D. Rowley - Echinopsis picta Walp. - Echinopsis pojoensis Cárdenas - Echinopsis pseudomammillosa Cárdenas - Echinopsis pugionacantha Rose & F. Boedeker - Echinopsis pulchella Zucc. - Echinopsis quadratiumbonata (F. Ritter) D. R. Hunt - Echinopsis reichenbachiana Pfeiff. - Echinopsis rhodotricha K. Schumann - Echinopsis riviere-de-caraltii Cárdenas - Echinopsis robinsoniana Werdermann - Echinopsis rubescens Backeberg - Echinopsis salmiana F. A. C. Weber - Echinopsis salpigophara A. C. Lemaire - Echinopsis saltensis Spegazzini - Echinopsis sanguiniflora (Backeberg) D. R. Hunt - Echinopsis santaensis (Rauh & Backeberg) H. Friedrich & G. D. Rowley - Echinopsis schelhasii Pfeiff. & Otto - Echinopsis schickendantzii F. A. C. Weber - Echinopsis schieliana (Backeberg) D. R. Hunt - Echinopsis schoenii (Rauh & Backeberg) H. Friedrich & G. D. Rowley - Echinopsis schreiteri (Castellanos) Werdermann - Echinopsis scopa Carrière - Echinopsis scopulicola (F. Ritter) R. Mottram - Echinopsis setosa Linke - Echinopsis silvestrii Spegazzini - Echinopsis simplex Niedl - Echinopsis skottsbergii (Backeberg) H. Friedrich & G. D. Rowley - Echinopsis smrziana Backeberg - Echinopsis spachiana (A. C. Lemaire) H. Friedrich & G. D. Rowley - Echinopsis spegazzinii K. Schumann - Echinopsis sphacelata Gravis - Echinopsis spinibarbis (Otto) A. E. Hoffmann - Echinopsis strausii Graessn. - Echinopsis strigosa (Salm-Dyck) H. Friedrich & G. D. Rowley - Echinopsis subdenudata Cárdenas - Echinopsis sucrensis Cárdenas - Echinopsis tacaquirensis (Vaupel) H. Friedrich & G. D. Rowley - Echinopsis tacuarembense J. Arechavaleta - Echinopsis taratensis (Cárdenas) H. Friedrich & G. D. Rowley - Echinopsis tarijensis (Vaupel) H. Friedrich & G. D. Rowley - Echinopsis tarmaensis (Rauh & Backeberg) H. Friedrich & G. D. Rowley - Echinopsis tegeleriana (Backeberg) D. R. Hunt - Echinopsis tephracantha Hort. - Echinopsis terscheckii (A. A. Parmentier) H. Friedrich & G. D. Rowley - Echinopsis thelegona (F. A. C. Weber) H. Friedrich & G. D. Rowley - Echinopsis thelegonoides (Spegazzini) H. Friedrich & G. D. Rowley - Echinopsis thionantha (Spegazzini) D. R. Hunt - Echinopsis tiegeliana (Wessner) D. R. Hunt - Echinopsis trichosa (Cárdenas) H. Friedrich & G. D. Rowley - Echinopsis tricolor A. G. Dietrich - Echinopsis tuberculata Niedt - Echinopsis tubiflora J. G. Zuccarini - Echinopsis tucumanensis Y. Ito - Echinopsis tulhuayacensis (Ochoa) H. Friedrich & G. D. Rowley - Echinopsis tunariensis (Cárdenas) H. Friedrich & G. D. Rowley - Echinopsis uyupampensis (Backeberg) H. Friedrich & G. D. Rowley - Echinopsis vasquezii (Rausch) G. D. Rowley - Echinopsis vatteri (R. Kiesling) G. D. Rowley - Echinopsis verschaffeltii Hort. - Echinopsis volliana (Backeberg) H. Friedrich & G. D. Rowley - Echinopsis walteri (R. Kiesling) H. Friedrich & W. Glaetzle - Echinopsis werdermannii Frič - Echinopsis yuquina D. R. Hunt - Echinopsis zuccarinii Pfeiff. & Otto |

Hi ha molts híbrids com els creuaments entre E. pachanoi i E. eyriesii el qual es comercialitza sota el nom de "Trichopsis pachaniesii" per Sacred Succulents.

## Galeria

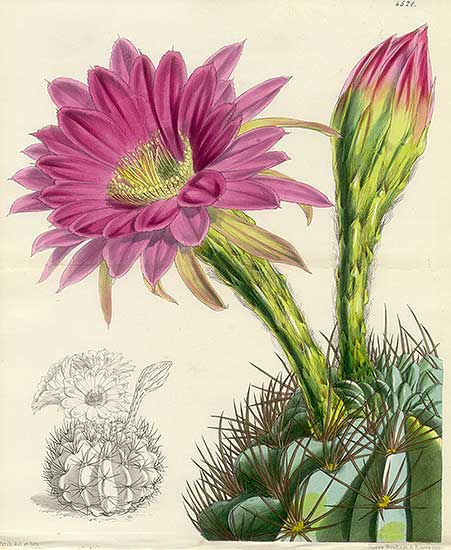
Echinopsis cristata var. purpurea Làmina núm. 4521 de Curtis's Botanical Magazine
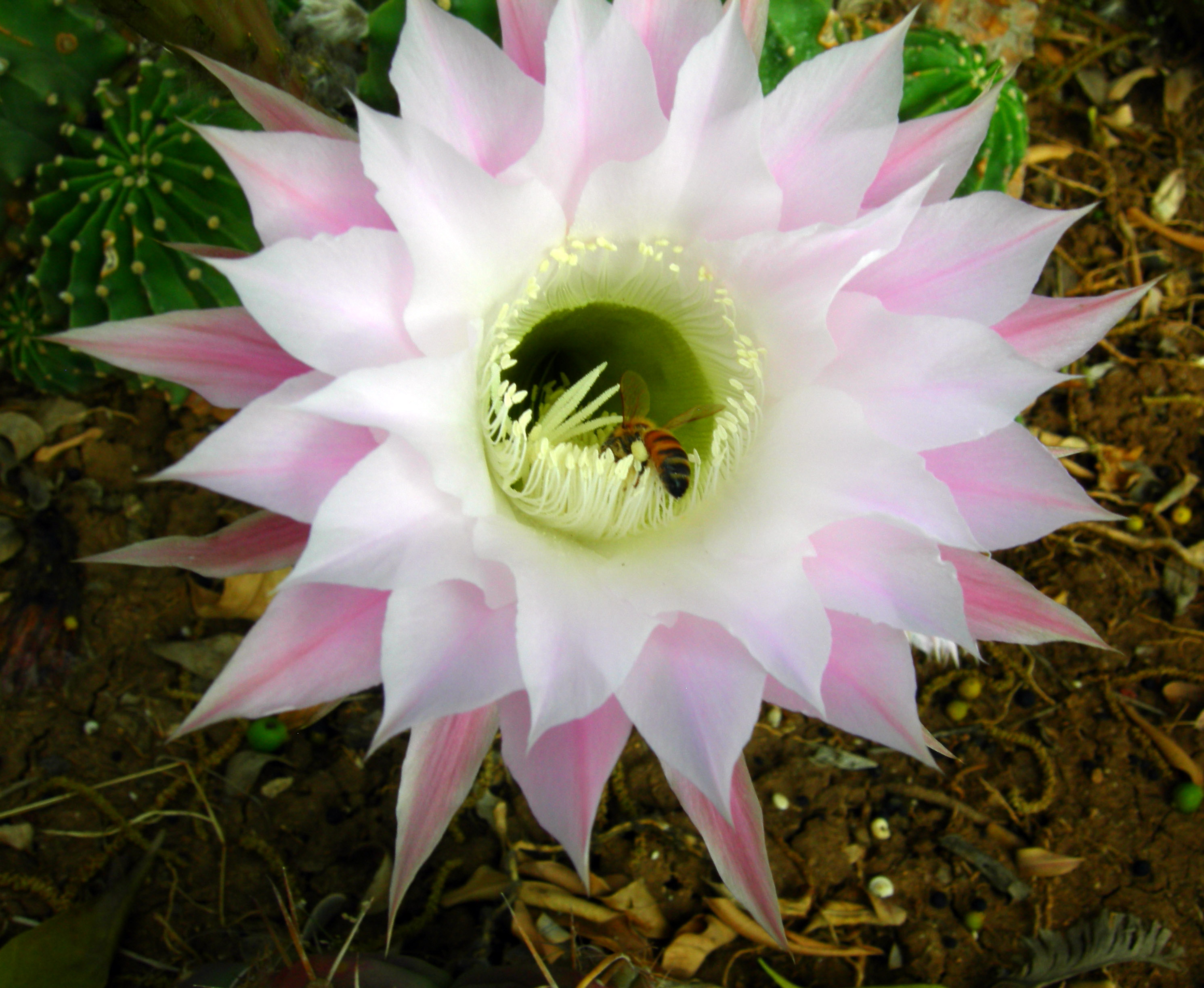
Echinopsis eyriesii visitat per una abella de la mel; Kfar Blum Kibbutz garden, Israel.
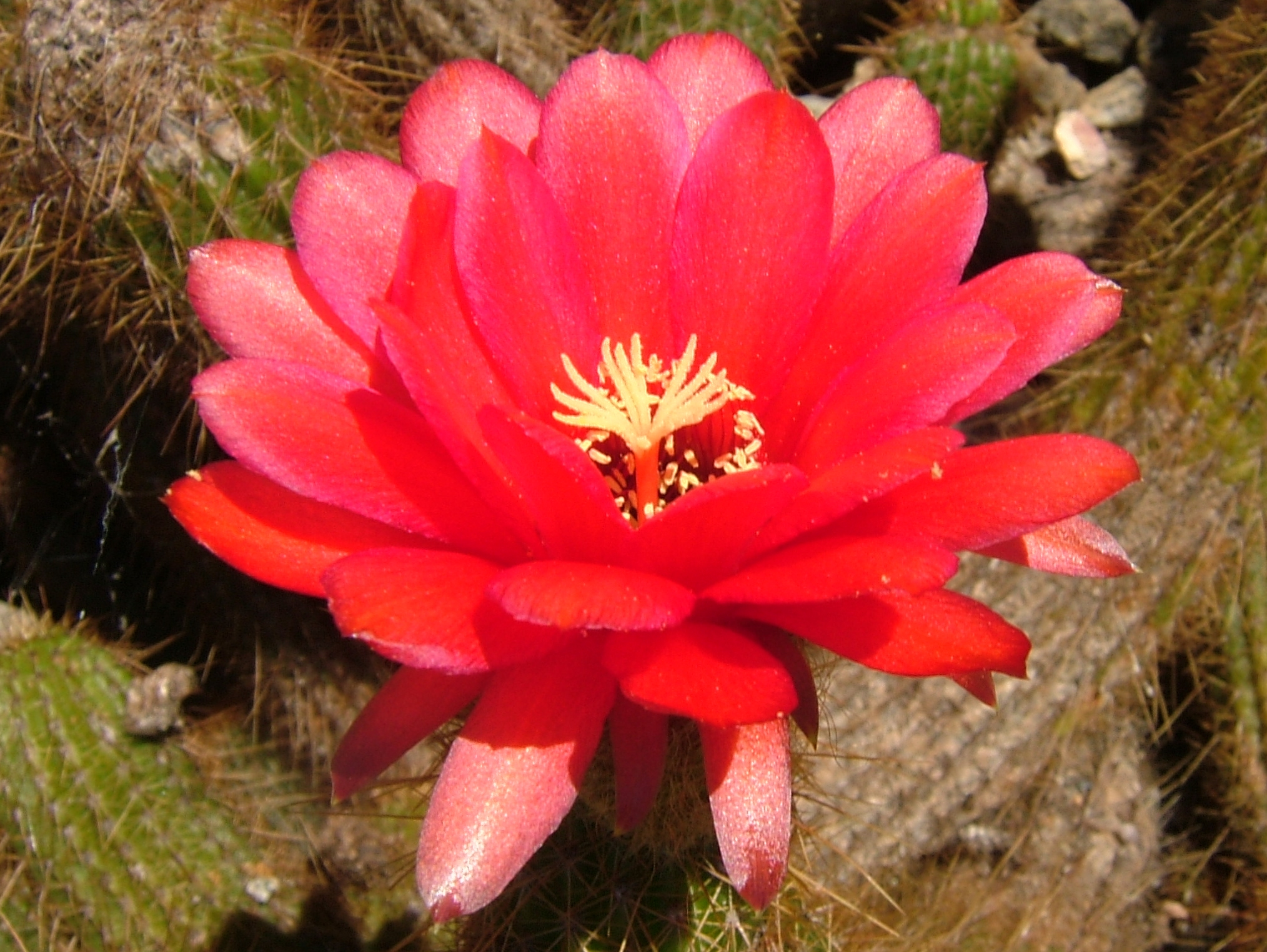
Echinopsis huascha Botanical Garden Meran
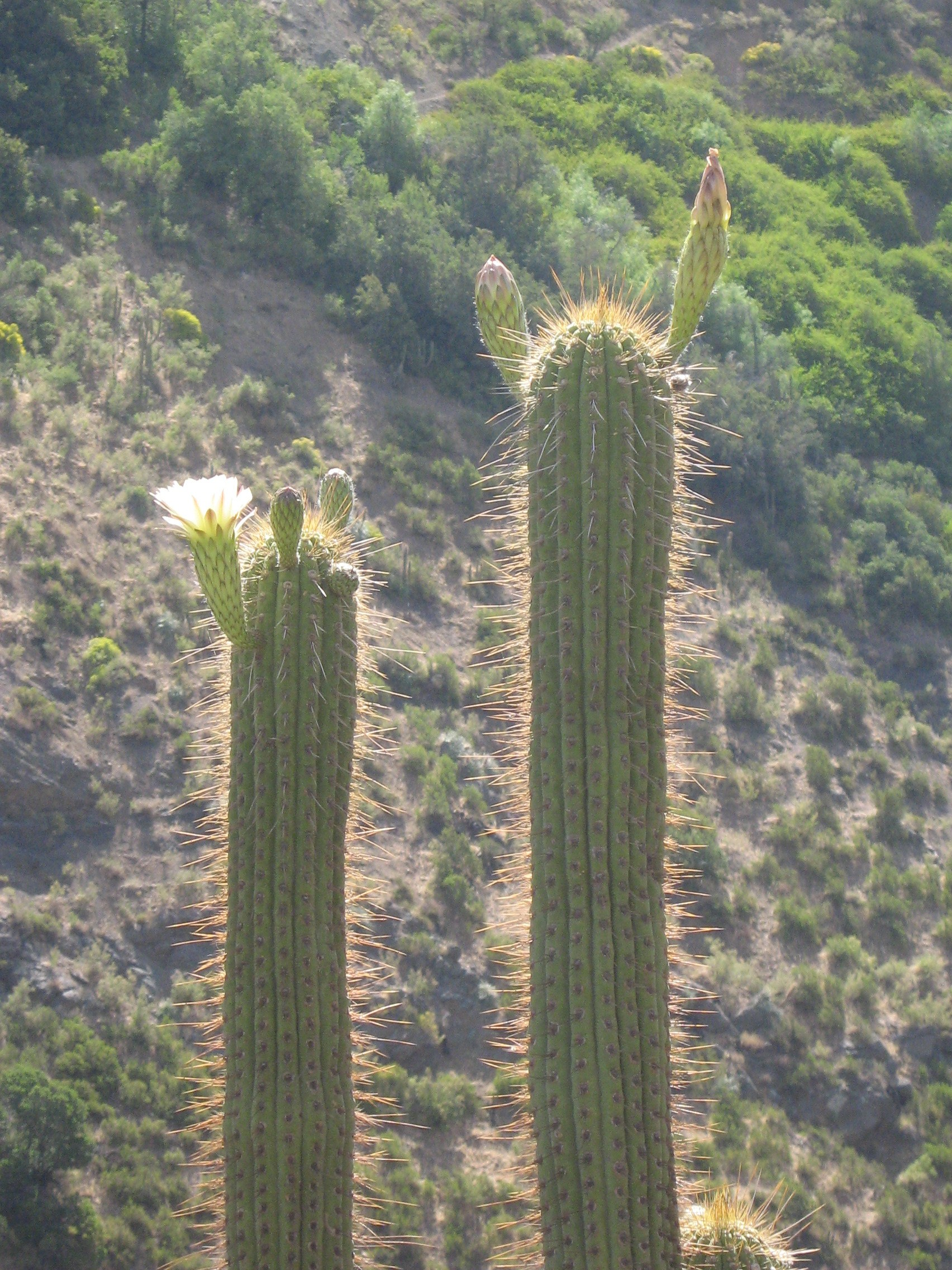
Echinopsis chiloensis
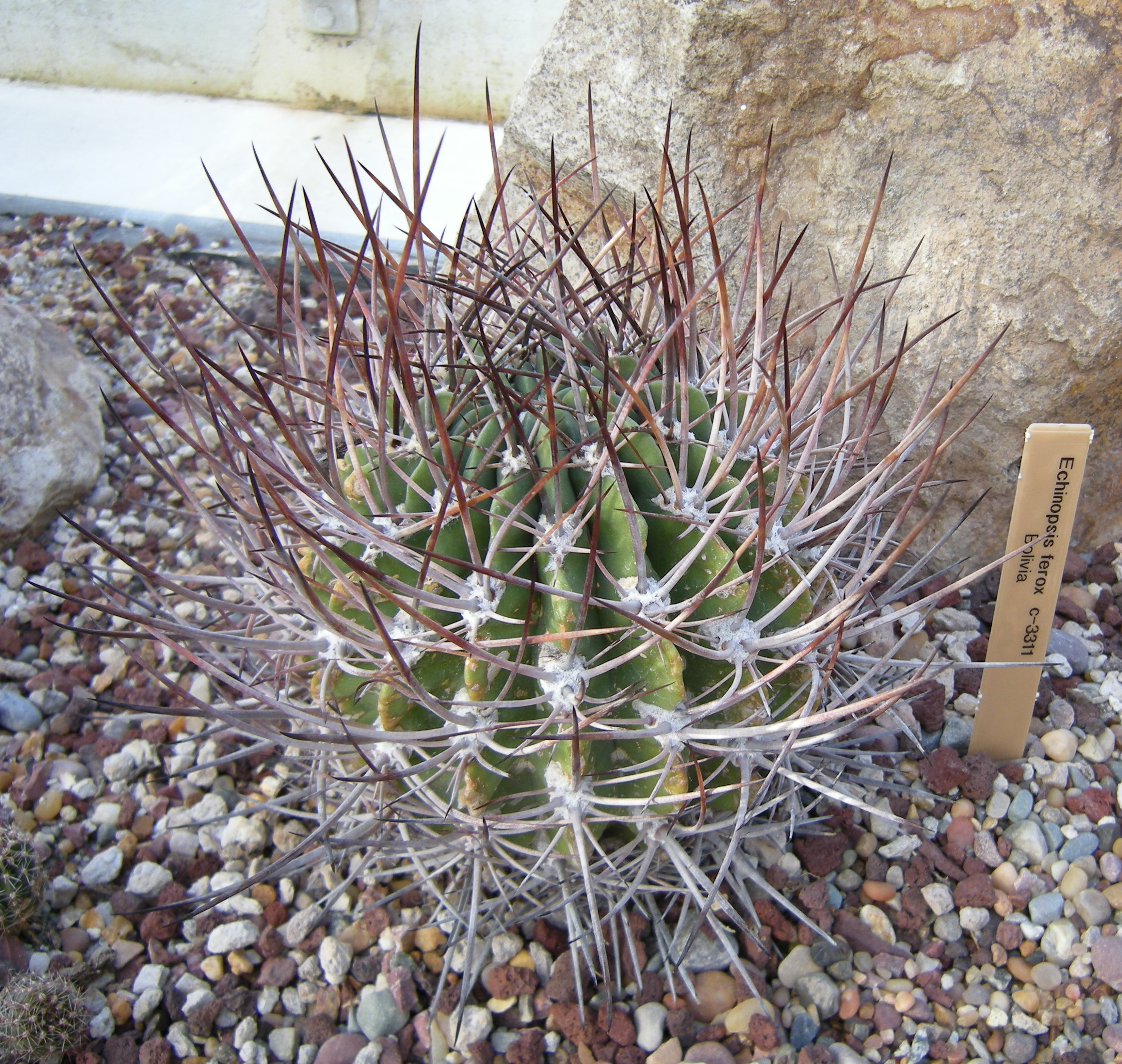
Echinopsis ferox c-3311
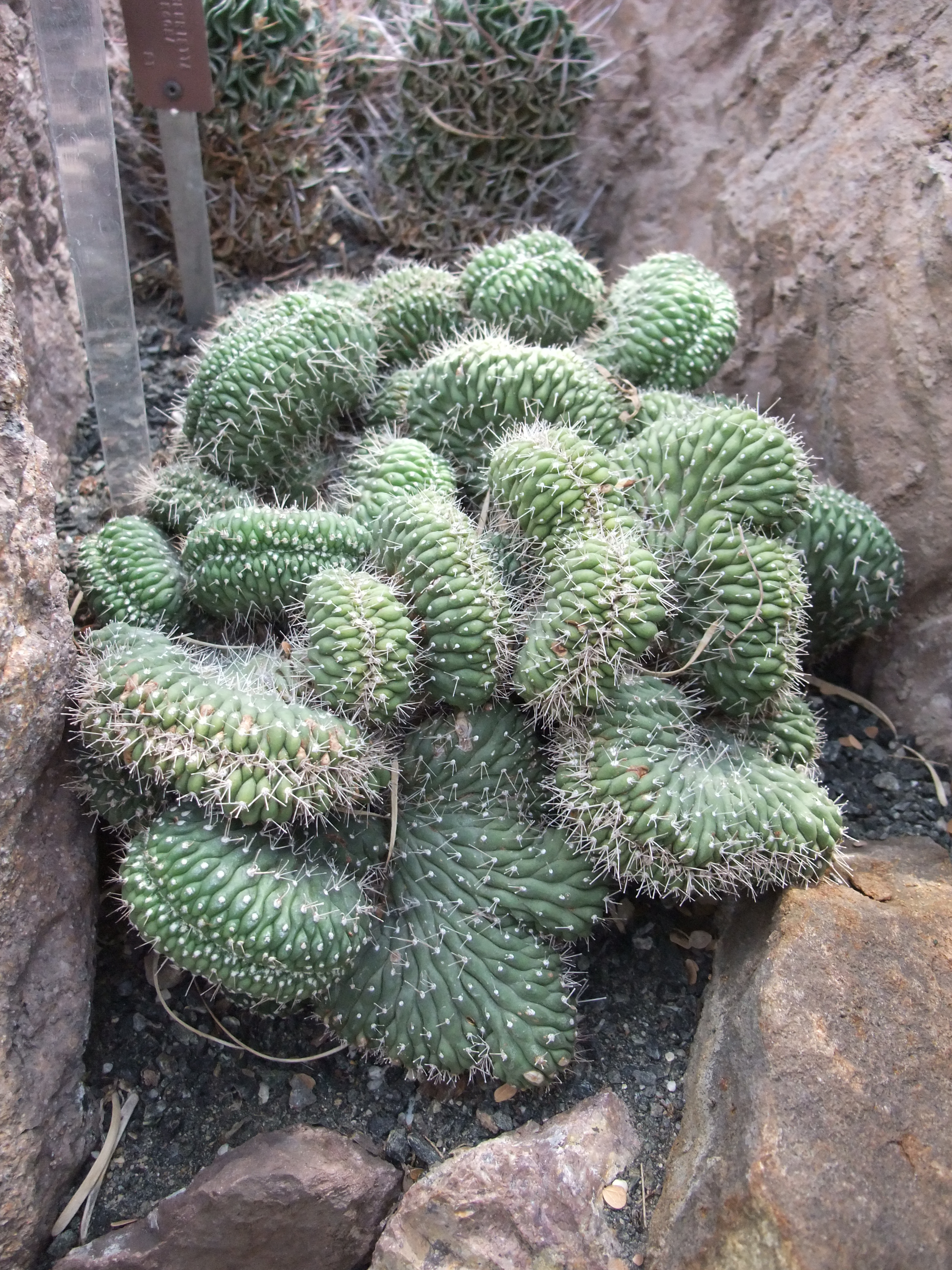
Echinopsis Thelegona
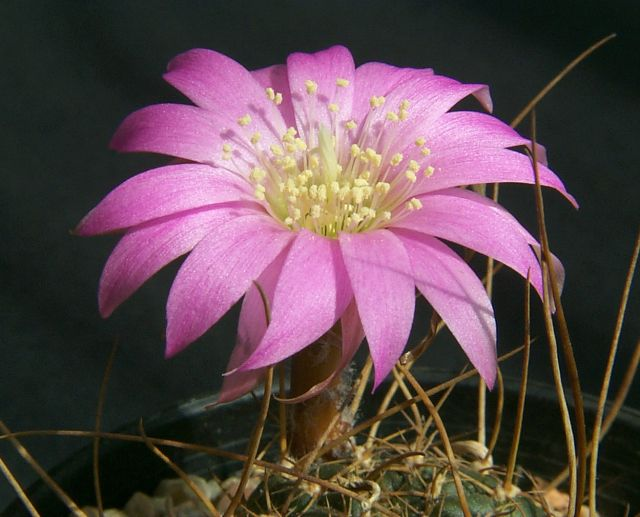
Echinopsis backebergii
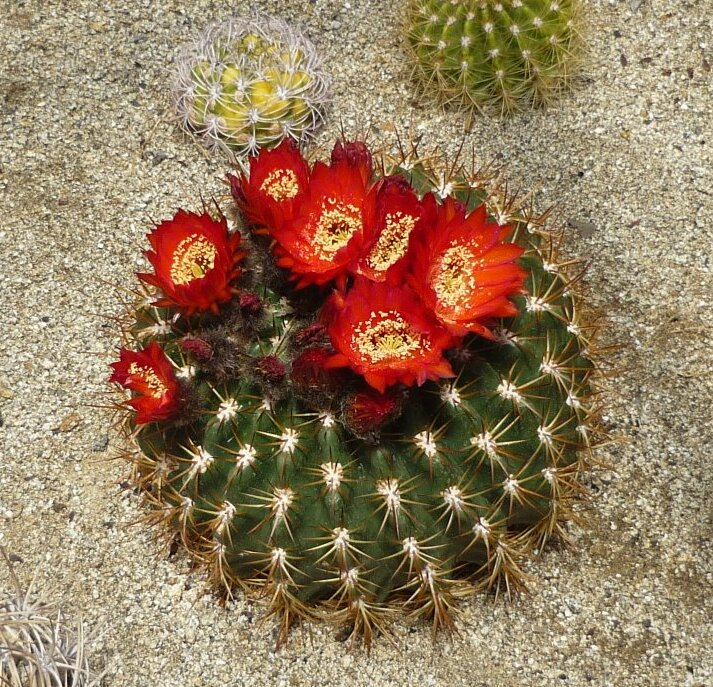
Echinopsis bruchii
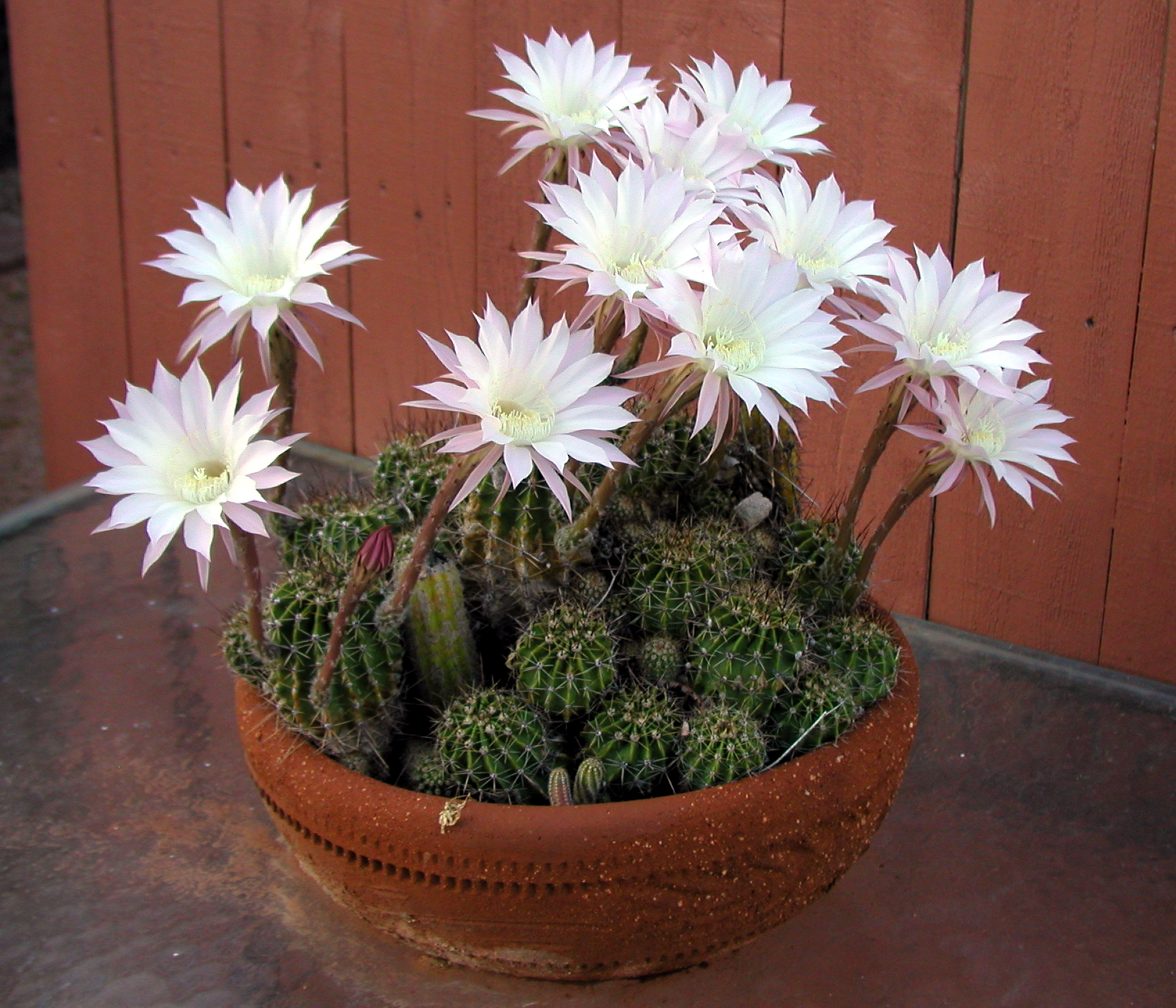
Echinopsis oxygona
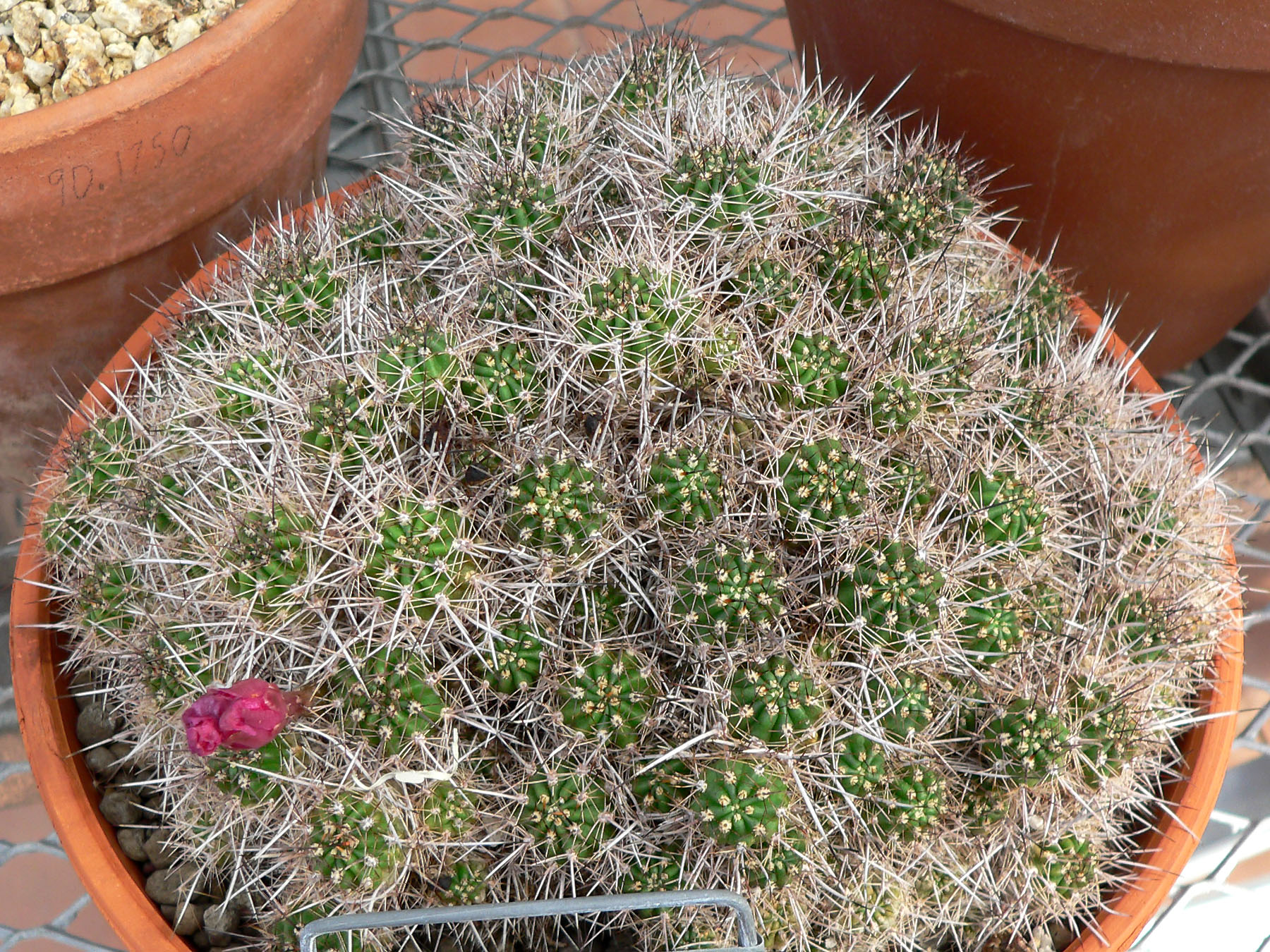
Echinopsis yuquina